# 現代豪俠傳
《現代豪俠傳》是由杜琪峰執導的《東方三俠》續集，1993年於香港上映；並加入程小東共同導演、監製，邵麗瓊、陳淑賢編劇，演員則有金城武、劉青雲加入參與。
此片是三大女星梅艷芳、楊紫瓊及張曼玉繼《東方三俠》後第二次合作，亦是金城武的銀幕處女作。

## 劇情簡介
一次核爆災難，將人類陷入惡夢深淵，除了物質缺乏，水源亦因輻射污染而無法飲用；面對如此的災難，擁有一身本領的東方三俠——女飛俠東東（梅豔芳 飾）、陳三（楊紫瓊 飾）、陳七（張曼玉 飾）亦無能為力。金先生（黃秋生 飾）是唯一擁有淨化水源系統之人，於是他利用職權，欲建立自己的霸業。許多人都在不知不覺中成為他的棋子，而心地善良的長空（金城武 飾）更被他利用至極，將之吹棒成反政府的精神領袖，當長空獲悉黑武士的陰謀時，他已被列為被剷除名單之列。

另一方面，陳七在陰差陽錯下，累死東東之夫劉啟文（劉松仁 飾），深感內疚不已，但已追悔無從。為能減輕罪孽，她發誓要找出水源，並一舉破滅金先生的陰謀。丈夫之死，激發東東再次戴起她的面具，不過這次她不是行俠而來，而是為了復仇；這樣的仇恨心，卻反被金先生利用；幸得最終在陳三的冷靜分析下，三人同抱一心，闖出生路。

## 人物角色
| 演員   | 角色             | 粵語配音 | 關係 |
| 梅艷芳 | 東東             | 龍寶鈿   | 局長夫人，劉啟文之妻，人稱「女飛俠」；於本集已有一女（冬晴）。答應丈夫劉啟文不再有女飛俠的身份，後為了替丈夫報仇而復出並殺了軍長，後與陳三、陳七三人合作擊殺本作大反派金先生並原諒害死丈夫的陳七。 |
| 張曼玉 | 陳七             | 沈小蘭   | 賞金獵人（女捕頭）。為了賞金被軍長利用而間接害死長空與好友東東的丈夫劉局長。為了將功補過，與阿德、冬晴一同尋找水源，最後成功找到水源。                                                             |
| 楊紫瓊 | 心靖、陈三或青青 | 盧素娟   | 特務 / 社會工作者，與陳九為伴。為了保護總統安全，一路帶著替身總統引開追兵，最後遭金先生打至重傷後引爆身上的炸彈箭而犧牲。                                                                          |
| 劉松仁 | 劉啟文（劉 Sir） | 李家輝   | 局長，東東之夫。軍長令其刺殺長空被陳三與陳九阻止。記者會上長空身亡後被軍長嫁禍，逃亡時被軍長及其手下在火車站槍殺。                                                                                 |
| 黃秋生 | 金先生           | 黃秋生   | 淨水公司老闆，性格怪異，因核爆事故導致面容全毀而帶著面具。為登上總統之位而與軍長合作策劃政變。後被東東與陳七設計用手榴彈引爆身亡。                                                                 |
| 黃秋生 | 陳九             | 黃秋生   | 原為前作大反派公公的手下，陳三的同伴。因傷疤原因，全身用披風包圍且有駝背。為了掩護陳三帶著替身總統逃跑，與軍長士兵同歸於盡。                                                                       |
| 秦沛   | 軍長             | 黃子敬   | 賣國賊。表面是軍方的軍長，但暗中幫助金先生成為總統。利用長空之死來頒布軍管，嫁禍劉局長，發動政變並追殺總統。最後被女飛俠東東殺死。                                                                 |
| 金城武 | 長空             | 雷霆     | 反政府的精神領袖；實則被金先生培養並利用其形象，因理念與金先生不同，導致金先生動了殺機，其後金先生手下利用和談記者會將其炸死。                                                                     |
| 劉青雲 | 阿德             | 黃志成   | 為政府做事的浪子，心繫陳七。看出記者會的陰謀但無法阻止長空被殺。後與陳七及冬晴找尋水源時，被機關卡住身體而犧牲。                                                                                   |
| 高雄   | 總統得力助手     | 梁政平   | 暗中請陳三、陳七、阿德尋找乾淨水源。軍長發動政變後，與總統待在國會大樓密室直到找到乾淨水源。 |
| 關山   | 總統             | 陸頌愚   | 國家元首。軍長發動政變後，為了躲避追殺，一直待在國會大樓密室，找到乾淨水源後，利用電視廣播告知民眾其真實原因，將找到的乾淨水源發給民眾後，受到民眾的歡呼與擁戴。                                   |
| 陳卓欣 | 冬晴             | 鄭麗麗   | 劉啟文、東東之女，不知母親實為女飛俠。與陳七、阿德一同尋找水源，最後與陳七一同找到水源並與摘下女飛俠面具的母親東東重逢。                                                                           |
|        | 開場故事旁述     | 梁政平   | |
| 林建輝 | 軍長手下         | 林保全   | 軍長發出追殺劉啟文之命令後，告知劉啟文真相並協助其逃走，後喬裝成劉啟文來引開殺手因此被殺。 |
| 劉德   | 金先生手下       |          | 一路追殺帶著替身總統的陳三，被陳三用金先生射出的炸彈箭攻擊而身亡。 |
| 林迪安 | 金先生手下       |          | 在廣場上，對抗議群眾開槍的兇手，故意被陳七抓住，在記者會上引爆身上的炸彈與長空同歸於盡。 |

## 主題曲
| 曲別   | 歌曲         | 作詞 | 作曲           | 編曲           | 演唱                               |
| ------ | ------------ | ---- | -------------- | -------------- | ---------------------------------- |
| 主題曲 | 〈莫問一生〉 | 林夕 | 羅大佑         | 羅大佑         | 梅艷芳由音樂工廠製作，華星唱片提供 |
| 主題曲 | 〈女人心〉   | 林夕 | 羅大佑         | 羅大佑         | 梅艷芳由音樂工廠製作，華星唱片提供 |
| 主題曲 | 〈四季歌〉   | 林夕 | 鄧雨賢         | 羅大佑         | 黃耀明由音樂工廠製作及提供         |
| 主題曲 | 〈愛情國〉   | 林夕 | 羅大佑         | 花比傲         | 黃耀明由音樂工廠製作及提供         |
| 主題曲 | 〈邊走邊唱〉 | 林夕 | 黃耀明、蔡德才 | 黃耀明、蔡德才 | 黃耀明由音樂工廠製作及提供         |

## 外部連結
- 開眼電影網上《現代豪俠傳》的資料（繁體中文）
- 香港影庫上《現代豪俠傳》的資料（繁體中文）
- 豆瓣电影上《現代豪俠傳》的資料 （简体中文）
- 时光网上《現代豪俠傳》的資料（简体中文）
- AllMovie上《現代豪俠傳》的资料（英文）
- 爛番茄上《現代豪俠傳》的資料（英文）
- 互联网电影数据库（IMDb）上《現代豪俠傳》的资料（英文）